# The Blacksmith's Love
The Blacksmith's Love è un cortometraggio muto del 1911 scritto e diretto da Francis Boggs.

## Produzione
Il film fu prodotto da William Nicholas Selig per la sua compagnia, la Selig Polyscope Company.

## Distribuzione
Distribuito dalla General Film Company, il film - un cortometraggio di una bobina - uscì nelle sale cinematografiche statunitensi il 17 agosto 1911.